# 布里爾大廈

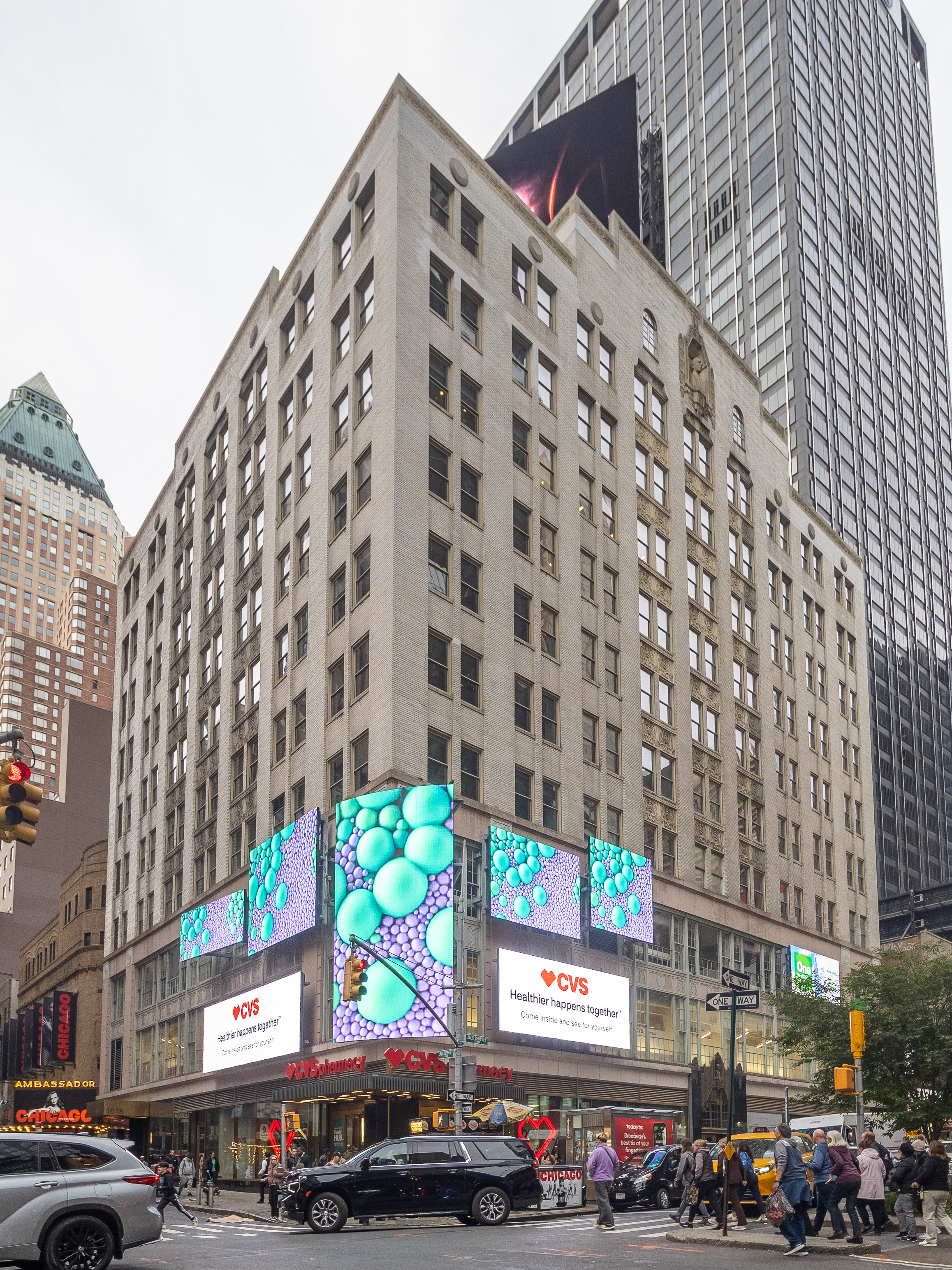

布里爾大廈（Brill Building）是美國紐約市曼哈頓的一棟建築，位於百老匯1619號，時報廣場北側。布里爾大廈內聚集了眾多音樂產業公司的辦公室，被認為是美國音樂產業的中心地之一。布里爾大廈修建於1931年，最初名為Alan E. Lefcourt Building，有11層。

## 外部連結
- 官方网站